# Берріосар
Берріосар (баск. Berriozar, ісп. Berriozar) — муніципалітет в Іспанії, у складі автономної спільноти Наварра. Населення — 9020 осіб (2009).
Муніципалітет розташований на відстані близько 320 км на північний схід від Мадрида, 2 км на північний захід від Памплони.

## Демографія
Динаміка населення (INE ):

## Галерея зображень

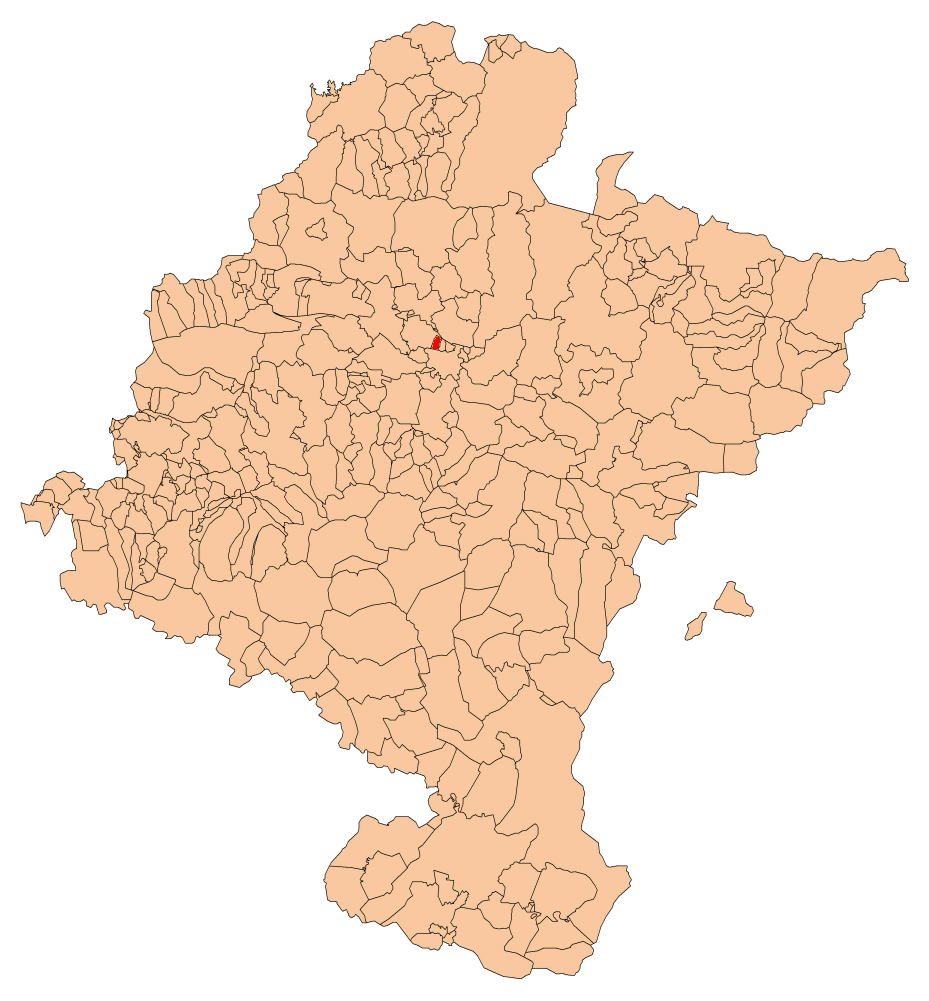
Розташування муніципалітету